# باسيليوس

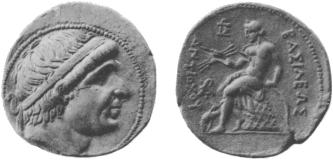
عُملة فضية للملك السلوقي أنطيوخوس الأول سوطر [المنقذ]. يُظهر الظهر أبولو جالساً على أمفالوس. النقش اليوناني يُقرأ ΒΑΣΙΛΕΩΣ ΑΝΤΙΟΧΟΥ (للملك أنطيوخوس).

باسيليوس أو باسِيِلي (باليونانية: βασιλεύς)‏ هو مصطلح يوناني ولقب رمز لأصناف عدة من الحكام في التاريخ. ويُفهم هذا المصطلح، ربما بشكل أكثر شيوعاً، في العالم الناطق بالانجليزية، بأنه يعني «الملك» أو «الإمبراطور». أشهر استعمال للقب هو للملوك (أو الأباطرة) البيزنطيين، لكن للقب تاريخ أطول من استعمال الحُكَّام وأشخاص ذوي سلطات في اليونان القديمة، فضلاً عن ملوك اليونان الحديثة.